# Mobilize (Anti-Flag)
Mobilize è il quarto album della band punk rock/hardcore punk Anti-Flag, pubblicato nel 2002.

## Tracce
1. 911 for Peace – 3:46
2. Mumia's Song – 2:26
3. What's The Difference? – 2:01
4. We Want To Be Free – 1:38
5. N.B.C. (No Bloodthirsty Corporations) – 2:14
6. Right To Choose – 2:59
7. We Don't Need It – 3:19
8. Anatomy of Your Enemy – 3:04

Tracce live nell'edizione deluxe
1. Underground Network (live) – 3:32
2. Tearing Everyone Down (live) – 2:44
3. Bring Out Your Dead (live) – 3:01
4. A New Kind Of Army (live) – 3:46
5. Their System Doesn't Work For You (live) – 2:25
6. Free Nation (live) – 2:56
7. Spaz's House Destruction Party (live) – 3:10
8. Die For Your Government (live) – 3:15

## Formazione
- Justin Sane – chitarra, voce
- Chris Head – chitarra, voce
- Chris #2 (Chris Barker) – basso, voce
- Pat Thetic – batteria
- Spaz – voce in Spaz's House Destruction Party